# Маттес, Эва

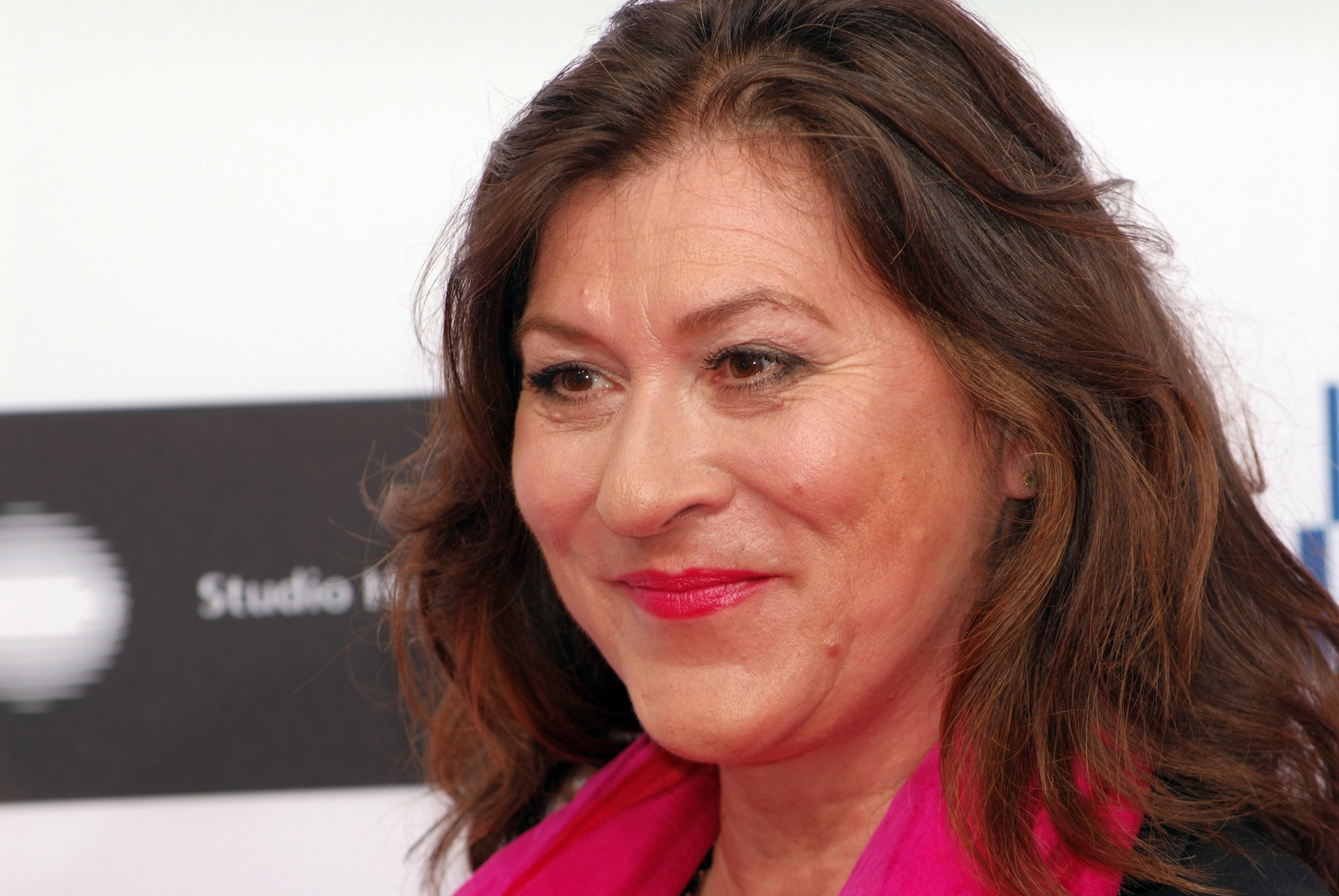
Eva Mattes (2012)

Эва Маттес (нем. Eva Mattes; род. 14 декабря 1954 года в Тегернзе, ФРГ) — немецкая актриса и певица австрийского происхождения, получившая известность благодаря фильмам Вернера Херцога, от которого у неё есть дочь.

## Биографические данные
Родилась в баварском городке Тегернзе, в семье композитора Вилли Маттеса и актрисы Маргит Симо, выходцев из Австрии. Первую роль в кино исполнила в 1965 году, в фильме «Dr. med. Hiob Prätorius». В 1970-х годах играла небольшие роли в немецких детективных сериалах «Комиссар полиции», «Место преступления», «Телефон полиции — 110» и других. В 1972 году на экраны вышел фильм «Горькие слёзы Петры фон Кант», в котором Маттес исполнила роль Габриэль фон Кант. В конце 1970-х и начале 1980-х годов сразу несколько фильмов с её участием получили широкий успех («Строшек», «Войцек», «Германия, бледная мать»).
Сыгравшая несколько ролей в фильмах Фасбиндера, Маттес в 1984 году снялась в главной роли в фильме «Мужчина как Ева», посвящённом его памяти.
Позднее Эва Маттес вплотную занялась карьерой певицы, в 2006 году выпустив сольный компакт-диск «Language of Love» с песнями своего исполнения.
У Эвы Маттес двое детей: дочь Ханна (род. 1980 год) и сын Йозеф (род. 1989 год), которые также снимаются в кино, но пока выдающихся успехов на этом поприще не имели.

## Избранная фильмография
| Год  | Название на русском          | Название на языке оригинала            | Роль              |
| ---- | ---------------------------- | -------------------------------------- | ----------------- |
| 1970 | o.k.                         | o.k.                                   | Пхан Ти Мао       |
| 1972 | Горькие слёзы Петры фон Кант | Die bitteren Tränen der Petra von Kant | Габриэль фон Кант |
| 1973 | Звериная тропа               | Wildwechsel                            | Ханни Шнейдер     |
| 1974 | Эффи Брист Фонтане           | Fontane Effi Briest                    | Хульда            |
| 1977 | Строшек                      | Stroszek                               | Эва               |
| 1978 | В год тринадцати лун         | In einem Jahr mit 13 Monden            | Мария-Анна        |
| 1979 | Войцек                       | Woyzeck                                | Мария             |
| 1979 | Давид                        | David                                  | Тони              |
| 1980 | Германия, бледная мать       | Deutschland bleiche Mutter             | Лене              |
| 1983 | Ревущие пятидесятые          | Die wilden Fünfziger                   | Хильда Вервольф   |
| 1995 | Обещание                     | Das Versprechen                        | Барбара           |
| 1995 | Спящий брат                  | Schlafes Bruder                        | Нульфин           |
| 1999 | Мой любимый враг             | Mein liebster Feind                    |                   |
| 2001 | Враг у ворот                 | Enemy at the Gates                     | мать Филипова     |

## Награды и номинации
- Эва Маттес дважды становилась обладательницей кинопремии Deutscher Filmpreis — высшей национальной награды Германии в области кинематографа (в 1971 году за роль Пхан Ти Мао в фильме «o.k.»[5] и 2002 годах[6]).
- В 1979 году Эва Маттес была удостоена специального Гран-при кинофестиваля в Каннах[7].